# Gender

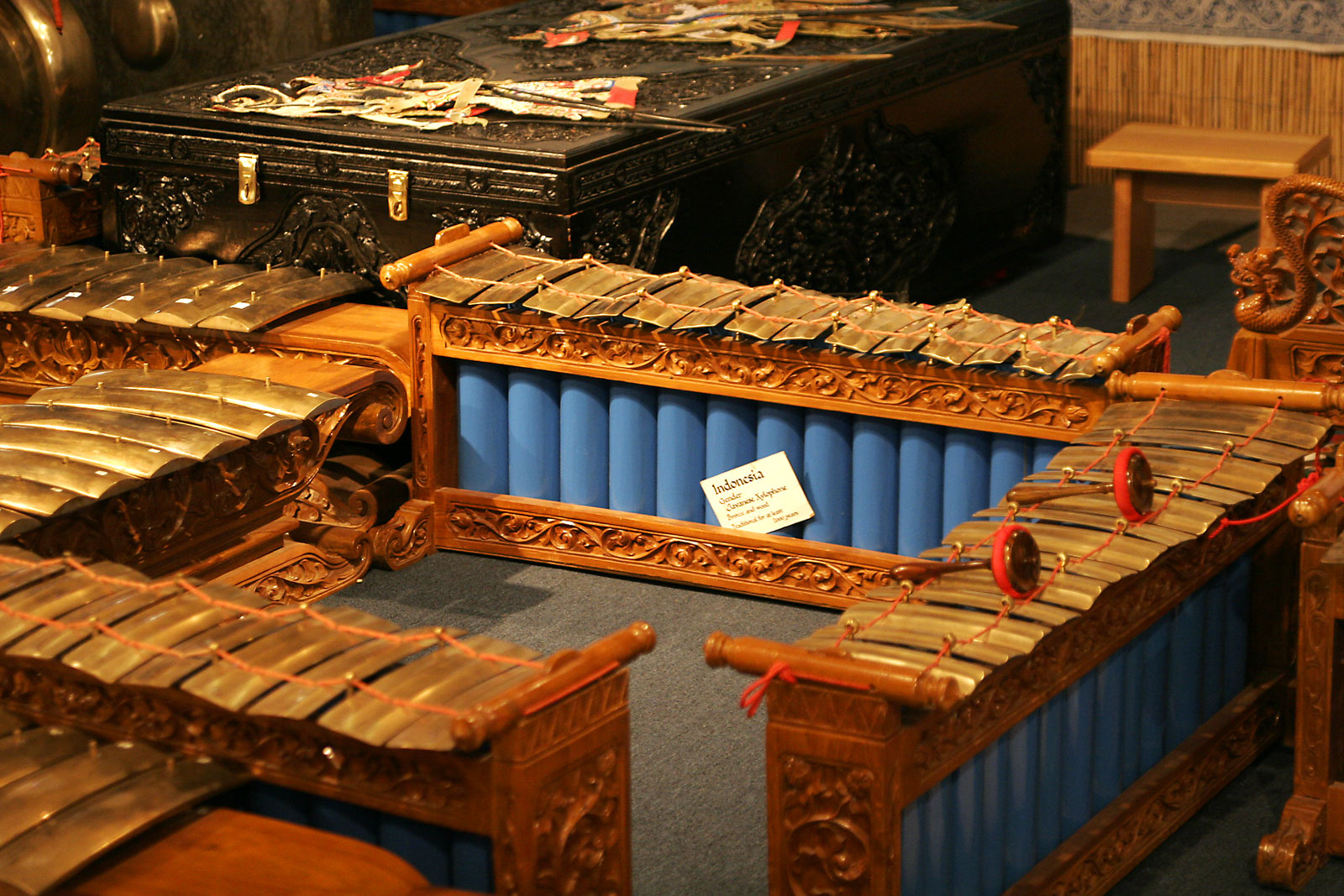
Tres gender javaneses colocados en ángulos rectos

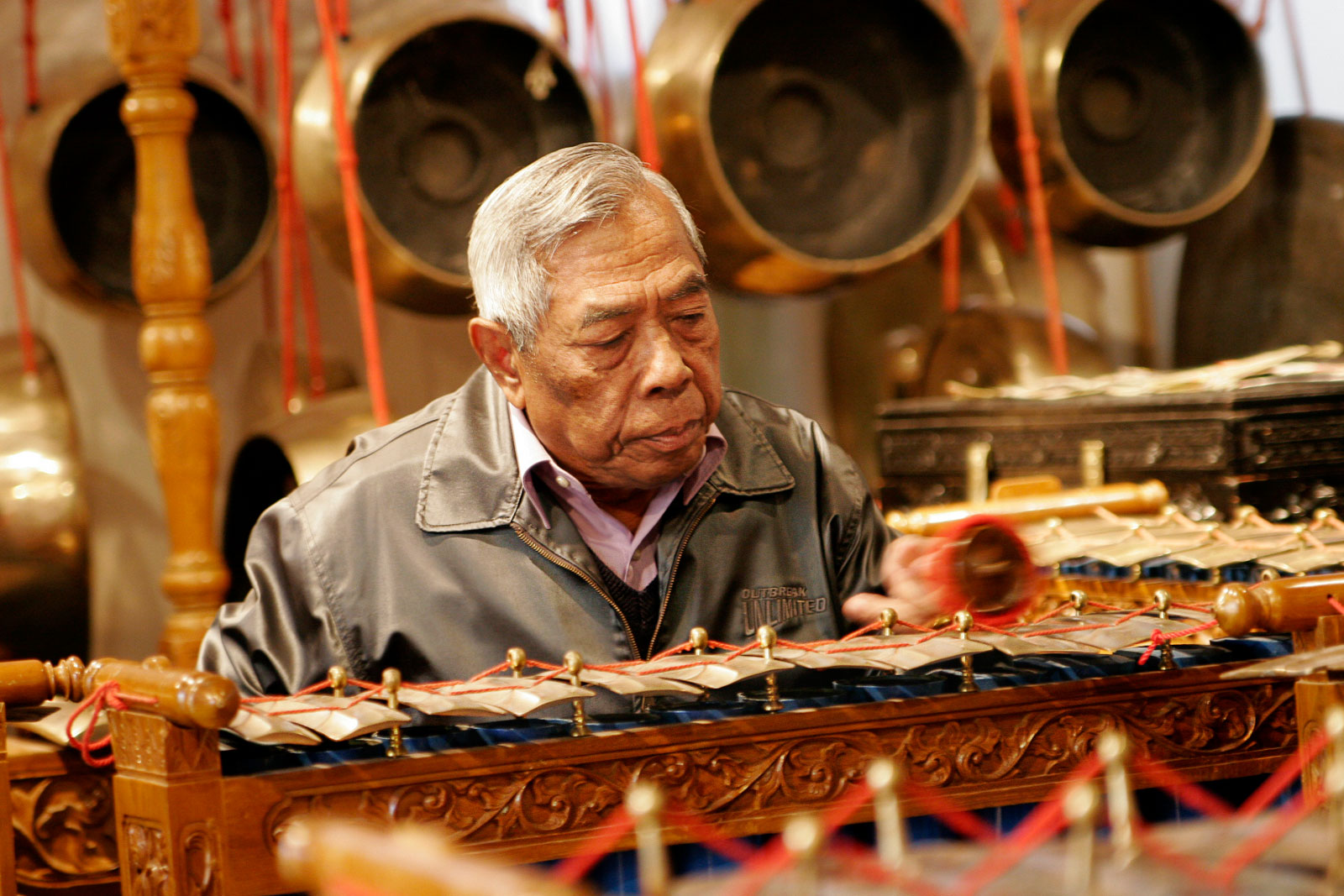
Hombre tocando un gender

Un gender es un instrumento musical, un tipo de metalófono, que es empleado principalmente en la música de gamelan de Bali y Java. 
Consiste en una serie de 10 a 14 barras de metal afinadas cada una a una nota, suspendidas cada una sobre un resonador de bambú o metal, que son percutidas con baquetas con terminal de disco de madera. El teclado se extiende a un poco más de dos octavas. Existen cuatro notas por octava, de ahí que en la escala pelog de 7 notas, algunas notas son dejadas fuera. La mayoría de los ensambles conocidos como gamelan incluyen tres gender, una para la escala slendro, una para pelog pathet nem y lima, y una para pelog pathet barang.
El gender es similar al gangsa balinés, al saron y al slenthem.